# Kid Icarus: Uprising
Kid Icarus: Uprising is een third-person shooter spel dat ontwikkeld is voor de Nintendo 3DS door Project Sora onder leiding van Masahiro Sakurai. Net zoals in de vorige spellen in de serie beleeft men het verhaal (voornamelijk) door de ogen van Pit. Het is het derde spel in de serie Kid Icarus en het eerste spel in meer dan twintig jaar sinds Kid Icarus: Myths and Monsters. De game werd geleverd met een Nintendo 3DS-standaard en een startpakje van 6 Kid Icarus AR-kaarten. De game is ook compatibel met de Circlepad Pro voor linkshandige spelers.

## Gameplay & besturing
In het spel bestuur je de engel Pit (of enkele andere personages) in de spelwereld met behulp van zowel de circlepad als de stylus. Omdat de besturing redelijk complex is, wordt aangeraden om de bijgeleverde standaard te gebruiken voor het beste gebruiksgemak. Hiernaast is het ook mogelijk om een besturingsinvoer in te stellen naar je persoonlijke voorkeur. Linkshandige spelers kunnen het Circlepad Pro accessoire gebruiken.

### Singleplayer
De singleplayer-spelstand is opgedeeld in verschillende hoofdstukken. De meeste hoofdstukken bestaan uit drie verschillende fases: een luchtgevecht, een grondgevecht en een eindbaas. In de luchtgevechten kan Pit met behulp van "The power of flight" gedurende 5 minuten door de lucht zweven, maar na deze 5 minuten branden zijn vleugels op en stort hij neer. Tijdens luchtgevechten is het spel een On-Rail shooter waarbij men vijanden en hun aanvallen moet ontwijken of neerhalen. Deze spelstijl is zeer gelijkaardig aan de Star Fox serie. De grondgevechten nemen meer de vorm aan van een klassieke third-person shooter, waarbij men actief het personage en de camera bestuurt. De bedoeling is om jezelf door het level te loodsen en onderweg verschillende puzzels op te lossen, vijanden te verslaan en geheime kamers te ontdekken voor extra schatten en wapens. Op het einde van het level moet je het opnemen tegen een (meestal) reusachtige eindbaas die moeilijk te verslaan is, vooraleer je verder kunt gaan met het volgende hoofdstuk. Voor je een hoofdstuk begint kan je tegen betaling van 'harten' (de in-game valuta) de moeilijkheidsgraad verhogen om betere prijzen te vinden in het level. Daarnaast zijn er ook verschillende uitdagingen om te voltooien en kan men het opnemen tegen alle eindbazen nadat men het spel voor het eerst heeft uitgespeeld.

### Multiplayer en online
In de multiplayer- en online-speelstand, nemen strijders het op tegen andere spelers in verschillende unieke arena's. Er zijn twee verschillende spelstanden: oftewel is het ieder voor zich, oftewel speelt men in teamverband in een competitie die "Light vs Dark" heet. In beide gevallen gebruikt men de wapens en krachten die men verkregen heeft in de singleplayer stand. Hoe beter het wapen je gebruikt, hoe meer punten de tegenstander krijgt wanneer je wordt verslagen. In "Light vs Dark" proberen de strijders van het lichte en duistere team elkaars energiemeter terug te dringen door de leden van het andere team te verslaan. Wanneer de meter van één team leeg is, transformeert 1 speler in een engel (Pit of Dark Pit). De winnaar is het team dat als eerste de engel van de tegenstander neerhaalt.

### Wapensysteem
Kid Icarus: Uprising heeft een uniek wapensysteem met een bijna oneindig aantal wapencombinaties. Er zijn 9 verschillende wapentypes in het spel: zwaarden, staven, bogen, knotsen, satelliet-bollen, klauwen, palmen, kanonnen en ram-armen. Elk wapentype bevat 12 verschillende wapens van dat type. Bovendien zijn er heel wat verschillende attributen zoals vuursnelheid, bereik, elementale effecten etc. die willekeurig kunnen voorkomen op verkregen wapens. Door het fuseren van bepaalde wapens kan men betere wapens van een ander type bekomen waarbij sommige attributen worden overgedragen naar het nieuwe wapen. Ook is het mogelijk om wapenjuwelen uit te wisselen met andere spelers door Streetpass te gebruiken.

## Verhaal
Medusa, de koningin van de duisternis is na een afwezigheid van 25 jaar op mysterieuze wijze teruggekeerd uit de onderwereld. Na haar falen in Kid Icarus is ze uit op wraak en leidt ze haar duistere troepen in een ware invasie over alle werelden. Het is nu aan Pit, dienaar van de lichtgodin Palutena om haar nogmaals te stoppen en de mensheid te beschermen. Met de hulp van zijn godin kan Pit nu gedurende 5 minuten in de lucht blijven om zo snel Medusa's handlangers uit te schakelen. Al gauw gooien andere partijen zich ook in de strijd waaronder Viridi; de godin van de natuur, Dark Pit; een zelfgenoegzame dubbelganger van Pit, een stel gekke ruimtepiraten en de Aurum; een groep destructieve aliens die de wereld enkel als grondstof beschouwen.

## Personages
Personages uit de bovenwereld:
- Pit; een engel die niet kan lezen en dienaar van de godin Palutena, tevens het hoofdpersonage.
- Palutena; de godin van het licht en geliefd door alle mensen, zij staat Pit bij in zijn strijd tegen Medusa.

Personages uit de onderwereld:
- Medusa; de koningin van de onderwereld, doet er alles aan om wraak te nemen op Pit en Palutena.
- Thanatos; de god van de dood, hij houdt de sleutel bij naar de onderwereld.
- Hewdraw; een driekoppige serpent wiens hoofden altijd ruzie maken.
- Pandora; de godin van het onheil, ze was ooit beeldschoon maar nu bestaat ze enkel nog uit een geest.
- Hades; de god van onderwereld, laat aanvankelijk weinig van zich horen, desondanks is hij een sarcastische grappenmaker.

Personages uit "De Troepen der Natuur":
- Viridi; de godin van de Natuur, verklaart de oorlog aan de mensen omdat ze de natuur vervuilen.
- Phosphora; ook bekend als "De bliksemschicht", ze is een jonge commandant van "De Troepen der Natuur".
- Arlon; een butler en een echte gentleman, staat in voor het bewaken van het "Heiligdom van de Maan".

Andere personages:
- Dark Pit; een serieuze en zelfgenoegzame dubbelganger van Pit die ontstond uit "De Spiegel der Waarheid", wordt door de helden "Pittoo" genoemd, tot argwaan van hemzelf.
- Magnus; een menselijke huurling die verrassend goed is in het verslaan van troepen uit de onderwereld, helpt Pit in sommige situaties.
- De Ruimtepiraten; deze gekke bende met goudkoorts hebben de drie heilige schatten gestolen die Pit nodig heeft om Medusa te verslaan.
- De Aurum; deze artificiële aliens hebben het op alle grondstoffen van de planeet gemunt en moeten gestopt worden vooraleer alles ontgonnen is.[3]

## Verwijzingen
- Nintendo, Kid Icarus: Uprising website, 2011, https://www.nintendo.be/nl/Spellen/Nintendo-3DS/Kid-Icarus-Uprising-274281.html